# Wodospad Luczański
Lúčanský vodopád – wodospad w słowackiej miejscowości Lúčky. W tłumaczeniu na język polski jest to Wodospad Luczański, ale w niektórych opracowaniach używa się też nazwy Wodospad w Łączkach, gdyż nazwę miejscowości Lúčky tłumaczy się na Łączki. Znajduje się na potoku Teplianka spływającym Doliną Luczańską w Górach Choczańskich. Wodospad nigdy nie zamarza, gdyż spływa nim woda ze źródeł cieplicowych. Jest jedną z większych atrakcji miejscowości Lúčky i można go oglądać również nocą, gdyż jest oświetlony. Wysokość wodospadu wynosi 13 m a jego woda spływa po podłożu zbudowanym z trawertynów, często wyłamując i unosząc całe ich ławice. Jest to największy na Słowacji wodospad trawertynowy. W 1996 wodospad i teren wokół niego o powierzchni 0,94 ha uznany został za pomnik przyrody. Pod wodospadem wykonano basenik kąpielowy.